# Ariane Garlichs
Ariane Garlichs (* 3. März 1936 in Oldenburg) ist eine deutsche Reformpädagogin und emeritierte Professorin der Universität Kassel.

## Leben
Helene Ariane Garlichs wurde am 3. März 1936 in Oldenburg geboren. Sie hat drei Brüder, darunter Dietrich Garlichs. 1947 kam sie auf die Cäcilienschule Oldenburg (damals Mädchen-Gymnasium) und machte dort 1956 das Abitur.
Garlichs schrieb sich zunächst an der Pädagogischen Hochschule ihres Heimatortes ein, wo sie die Volksschullehrerausbildung machte und unter Martin Rang und Erwin Schwartz die Fächer Pädagogik und Schulpädagogik belegte. Im Jahr 1959 wechselte sie für 3 Semester an die damalige Pädagogische Hochschule Göttingen. 1961 trat sie in Settmarshausen ihre erste Stelle als Lehrerin in der 2-klassigen Dorfschule an und übernahm die Jahrgänge 1–4 der Unterstufe. 1966 wechselte sie auf eine Assistentinnenstelle an der Pädagogischen Hochschule Oldenburg und 1969 zu Professor Flechsig an die neu gegründete Universität Konstanz. Dort promovierte sie 1972 an der Sozialwissenschaftlichen Fakultät mit einer Arbeit zur Curriculumforschung unter dem Titel Präferenzen unterschiedlicher gesellschaftlicher Gruppen für Lernziele der Elementarerziehung.
1972 übernahm Garlichs in Kassel eine Professur für Erziehungswissenschaften (mit dem Schwerpunkt Primarstufe) an der zwei Jahre zuvor gegründeten Gesamthochschule Kassel (heute: Universität Kassel), die im Wintersemester 1971/72 ihren Lehrbetrieb aufnahm. Dort wirkte sie bis zur Emeritierung 1999.

## Schwerpunkte ihrer Grundschulpädagogik

### Subjekt-Orientierung
Garlichs schilderte einmal, was sie selbst rückblickend als ihr berufliches Schlüsselerlebnis ansah:
1957 während ihrer ersten Unterrichtsstunde fragte sie die Schulkinder, ob sie die von ihr mitgebrachte Mausefalle sehen wollten. Daraufhin stürmten die Kinder zum Lehrer-Tisch. Die anwesende Vertreterin der Schulleitung rügte Garlichs, da sie unzureichend Kontrolle über die Schüler ausgeübt habe, und auch sie selbst war darüber erschrocken. Während ihrer nächsten Unterrichtsstunden habe sie sich daher vermehrt darum bemüht, „alles zu kontrollieren“. Ja sogar

„Noch in meinen ersten Hochschullehrerjahren erwachte ich einige Male schweißgebadet, weil ich geträumt hatte, in einer meiner Vorlesungen hätte sich Protest formiert, die Studenten hätten das Katheder erstürmt und mich entmachtet. Dann kam ein Sommer, in dem sich diese Angst verlor. Ich hatte am Strand einen wunderschönen Seestern gefunden und hob ihn hoch. Die umstehenden Kinder kamen auf mich zu, um sich das Wundergebilde anzuschauen. Ich freute mich an den auf mich zukommenden Kindern, ihrer Fragelust und meinem Mittendrinsein. Plötzlich konnte ich nicht mehr verstehen, daß mir Kinder Angst gemacht hatten, die nichts anderes taten, als sich auf mich zu zu bewegen.“

Seitdem betonte Garlichs, dass gerade im Grundschul-Unterricht die biografischen Erfahrungen, der aktuelle Lebenskontext und die Gefühle der Schulkinder zu berücksichtigen seien. Das gesamte grundschulpädagogische Denken und Handeln habe sich am Kind als Persönlichkeit zu orientieren. Ziel des Grundschul-Unterrichts sei es, dass die Kinder sich zu selbstbestimmten (autonomen) Wesen entfalten. Die Kinder seien nicht als Objekte der Lehrbemühungen anzusehen, sondern als Subjekte zu stärken. Jedes Kind solle, so weit es ihm möglich ist, Verantwortung für sein eigenes Lernen übernehmen.

### Lernwerkstatt
Daraus, dass die Schulkinder als entwicklungsfähige Subjekte anzuerkennen sind, ergab sich für Garlichs unmittelbar die Forderung, dass Unterricht als methodisch weitgehend offene Lernwerkstatt zu gestalten sei, in dessen Zentrum nicht die Erfüllung von Lernkatalogen stehen dürfe, sondern praktisches und eigenaktives Lernen der Kinder durch eigene Erfahrungen. Die Schule müsse als individueller „Weg der Kinder“ begriffen werden. Sie müsse konsequent so organisiert sein, dass dieses Ziel auch erreicht werden kann – nicht also das Kind müsse sich der Organisation der Schule anpassen. „Lernformen und Unterrichtsmethoden transportieren Botschaften“, anders ausgedrückt: Es gibt im Unterricht zusätzlich zum Lehrplan stets ein „inoffizielles Thema“. Zur Umsetzung dieses Ziels scheute Garlichs den bewussten Konflikt mit überkommenen Traditionen nicht:

„Den Satz: ‚Wir leben schließlich in einer Leistungsgesellschaft und darum sollen die Kinder gleich Zensuren bekommen‘, könnte man auch in der Formel zusammenfassen: ‚Du bist nichts, die Gesellschaft ist alles!‘ Einige Jahrzehnte früher hätte man wohl formuliert: ‚Du bist nichts, dein Volk ist alles!‘“

1978 richtete Garlichs für den Bereich der Grundschul-Pädagogik die „Kasseler Lernwerkstatt“ ein. Das Konzept fand bald an der dortigen Universität Nachfolger in anderen Fachbereichen. Mit grundsätzlich unveränderten Zielen und Methoden leben sie dort heute als „Integrierte Studienwerkstätten“ fort, und das Konzept der Lernwerkstatt hat sich schließlich auch an anderen Hochschulen durchgesetzt.

### Schülerhilfe-Projekt
Dieses von Garlichs initiierte Ausbildungsprojekt ist nicht identisch mit der gleichnamigen Nachhilfe gegen Bezahlung.
Schon in ihrer Staatsexamensarbeit hatte Garlichs sich damit befasst, wie die Grundschule den besonderen Anforderungen leistungsschwacher Schüler gerecht werden kann. Später nahm sie dieses Thema wieder auf, so in ihrer Publikation „Über die Konzentrationsfähigkeit bei vierzehnjährigen Stadt- und Landkindern“. 1993 wurde schließlich mit ihrer Initiative das Kasseler Schülerhilfe-Projekt ins Leben gerufen. Darin werden unter Mitwirkung von Pädagogischen Mitarbeitern der Uni und Grundschullehrern zuwendungs- und förderbedürftige Kinder ganzheitlich betreut, indem jeweils eine Studentin oder ein Student sich verbindlich über ein ganzes Jahr 1× wöchentlich mit dem Kind zu gemeinsamen Aktionen verabredet. Begleitend gibt es für die Student/inn/en in Kleingruppen Praxisberatung und dreimal im Semester Forumsveranstaltungen zu Schwerpunktthemen mit auswärtigen Referenten. Der Entwicklungsprozess der Dyade Kind/Student wird psychologisch, pädagogisch und sozialwissenschaftlich reflektiert und optimiert. Organisatorisch verzahnt das Projekt also praktischen Unterricht, Pädagogik-Studium, Studienreform und Forschung. Das Ziel ist praktische Hilfe für förderbedürftige Kinder insbesondere im Sinne einer Entfaltung und Stärkung ihrer Persönlichkeit, eine vertiefte Selbsterkenntnis der Pädagogen, eine Verbesserung ihrer Ausbildung und eine Erweiterung der wissenschaftlichen Erkenntnisse durch einen Dialog von Theorie und Praxis. Inzwischen hat diese Vorgehensweise in Kassel den Namen „Projekt K“ erhalten und wird von der dortigen Universität wie folgt beschrieben:

„ein fallorientiertes Projektseminar, das Lehramts- und Magister-Studierenden bereits während ihres Studiums ein Praxisfeld eröffnet. Hierbei übernehmen sie für die Dauer von zwei Semestern eine Patenschaft für ein Grundschulkind, das sich in einer schwierigen Lebenslage befindet.“

Auch dieses Projekt wurde schnell über die Grenzen Hessens hinaus bekannt und Vorbild für ähnliche Einrichtungen an anderen Orten.

### Kasseler Familienberatungszentrum e. V.
Bereits 1949 war auf Initiative der US-amerikanischen Besatzungsbehörden die „Nordhessische Vereinigung für Erziehungshilfe“ ins Leben gerufen worden. Damals sollte sie Kriegerwitwen oder Frauen, deren Männer im Krieg vermisst wurden oder in Gefangenschaft geraten waren und die oft in wirtschaftliche Not und sehr beengten Wohnverhältnissen lebten, Hilfen bei der Erziehung bieten. Mit zunehmender wirtschaftlicher Erholung wurden die Ziele des nunmehr Kasseler Familienberatungszentrums (kafa) genannten gemeinnützigen Vereins an die veränderten Bedürfnisse angepasst und auf mehrere Standorte ausgeweitet. 1999 stellte Garlichs die Zusammenarbeit mit der Universität Kassel her. Unter dem Motto „Wir machen Familien stark“ bietet das kafa inzwischen kostenlos im Sinne einer „frühen Prävention“ Beratung bei Schulschwierigkeiten, Ängsten oder bei familiären Konfliktsituationen, Begleitung und Beobachtung in Schulen, Besuche in den Familien („Erziehungsberatung mobil“), für Neugeborene ein „Begrüßungspaket“ und langfristige Frühförderung entwicklungsverzögerter, von Behinderung bedrohter sowie behinderter Kinder.

### Psychoanalyse
Schon während ihrer ersten Lehrtätigkeit begegnete sie mit Peter Brückner einem Psychologen, der selbst sozialpädagogisch tätig war und seine non-konformen politischen Überzeugungen auch psychoanalytisch ableitete. Eingehend setzte Garlichs sich zudem in diesen Jahren mit Alexander Mitscherlichs Werk „Auf dem Weg zur Vaterlosen Gesellschaft“ (1963) auseinander. Schließlich ließ sie sich nach ihrer eigenen Analyse Ende der 1970er Jahre am Institut der Münchner Arbeitsgruppe für Psychoanalyse (MAP) selbst zur Leiterin psychoanalytischer Gruppen ausbilden. Die Psychoanalyse blieb eine der Grundlagen ihrer Vorgehensweise. Mit Marianne Leuzinger-Bohleber, seit 1988 ebenfalls an der Universität Kassel tätig, begann sie einen engen wissenschaftlichen und menschlichen Austausch. Zusammen veröffentlichten sie zahlreiche Studien mit psychoanalytischen Erklärungen der Autonomie-Entwicklung des Kindes. Demnach spielen der Einfluss von Trennungen im frühen Kindesalter, entwicklungsspezifische Konflikte während der sogenannten „Trotzphase“ und das besondere Konzept der ödipalen Rivalität in der Pubertät eine Rolle. Einige ihrer Fallschilderungen mit psychoanalytischer Deutung gelten inzwischen als beispielgebend für das pädagogische Studium. Dabei war die existenzielle und seelische Situation der Grundschullehrer Thema der psychoanalytisch orientierten Darstellungen beider Autorinnen.

### Balint-Gruppen
Damit Pädagogen/Lehrer rechtzeitig erkennen, wenn verdeckte eigene innere Konflikte ihnen beim Verfolgen ihrer Arbeitsziele im Wege stehen, forderte Garlichs bereits für die Lehrerausbildung Selbsterfahrungs-Angebote und, später im Beruf, regelmäßige Lehrerfortbildung mit Supervision im Rahmen von Balint-Gruppen. Die Lehrer sollen also ihre eigene Subjektivität beim Umgang mit den ihnen anvertrauten Schulkindern kritisch reflektieren.

### Themenzentrierte Interaktion
Garlichs hatte sich schon früh in der Themenzentrierten Interaktion (TZI) ausbilden lassen. Deren Vertreterin im deutschsprachigen Raum Ruth Charlotte Cohn hatte, ähnlich wie das Schlüsselerlebnis der wissbegierigen Annäherung der Kinder bei Garlichs, in einer Vorschul-Klasse eine persönlich prägende Erfahrung gemacht, die sie später die Forderung nach einem „offenen Unterricht“ formulieren ließ:

„Zuviel geben kann im Anfangsunterricht bedeuten, Kinder mit Angeboten für ihr Wohlbefinden zu versorgen, ohne Anstrengungen von ihnen zu verlangen. Zuwenig geben kann im Anfangsunterricht bedeuten, ohne Rücksicht auf Wohlbefinden Leistungsanstrengungen zu erzwingen. Die beiden Extremsituationen veranschaulichen drastisch: In einem für die Vielfalt der Kinder offenen Unterricht sollen Wohlbefinden und Anstrengung nicht getrennte Maximen sein, sondern möglichst oft zusammenfallen.“

Später beschrieb Cohn die TZI als einen Weg, Elemente der auf das Individuum gerichteten Psychoanalyse auf das Kollektiv auch von Schulklassen zu übertragen. Sowohl die von Cohn erhobenen Forderung nach einem offenen Unterricht als auch die zu Grunde liegenden psychoanalytische Erklärungsmuster waren Garlichs vertraut. So führte Garlichs als eine der ersten die TZI in die pädagogische Diskussion Deutschlands ein. und beschrieb Möglichkeiten und Grenzen der TZI in der Grundschulpädagogik.

## Einmischung in Politik und Gesellschaft
Garlichs hat immer wieder das Wort ergriffen und sich als Autorin, Herausgeberin, Hochschullehrerin und Mitglied zahlreicher Gremien eingemischt, so durch
- Gutachten zur Zukunft der Grundschule und öffentliche Forderungen, die Lehrerbildung zu reformieren
- Mitarbeit im wissenschaftlichen Beirat der Laborschule Bielefeld (von 1996 bis 2011 in leitender Funktion)
- Mitarbeit in der Kommission Schulpädagogik/Didaktik der Deutschen Gesellschaft für Erziehungswissenschaft
- Ab 1980 Aufbau einer Interdisziplinären Arbeitsgruppe Grundschulpädagogik (IAG) an der Universität Kassel, die unter verändertem Namen „RinG“ weiter besteht
- Stellungnahmen zu pädagogischen Konsequenzen aus dem Holocaust[31][32][33]
- Mitarbeit am Projekt „Praktisches Lernen“[34] der Robert Bosch Stiftung
- Mit-Herausgabe der Grundschulzeitschrift von ihrer Gründung im Jahr 1977 bis 2003
- Mitarbeit an den Projekten „Schüler in offenen Lernsituationen“, „Lebenssituationen und Schulalltag sechs- bis zehnjähriger Kinder“ und „Bildung und Zukunft: Die Zukunft der Schule“ der Gesamthochschule Kassel
- Mitarbeit an schulvergleichenden Untersuchungen (Kassel vs. Jena)

## Medienrezeption
Prof. Dr. Ariane Garlichs. Filmporträt, DVD, etwa 90 Minuten, Okt. 2008